# KSE-30
Le KSE 30 est un incide boursier de la bourse de Karachi. Il se compose de 30 des principales capitalisations boursières du Pakistan.

## Composition
Au 16 août 2011, le KSE 30 se composait des titres suivants:
| Symbole   | Société                    | Poids indiciel | Secteur                   |
| --------- | -------------------------- | -------------- | ------------------------- |
| AHCL PA   | Arif Habib Corp            | 0.49 %         | Marchés de capitaux       |
| AICL PA   | Adamjee Insurance          | 0.66 %         | Assurance                 |
| APL PA    | Attock Petroleum           | 0.89 %         | Pétrolier                 |
| ATRL PA   | Attock Refinery            | 0.62 %         | Pétrolier                 |
| BAHL PA   | Bank Al-Habib              | 2.43 %         | Banque de détail          |
| DAWH PA   | Dawood Hercules Chemicals  | 1.04 %         | Chimie                    |
| DGKC PA   | DG Khan Cement             | 0.91 %         | Matériaux de construction |
| ENGRO PA  | Engro Corp                 | 4.03 %         | Chimie                    |
| FFBL PA   | Fauji Fertilizer Bin Qasim | 2.8 %          | Chimie                    |
| FFC PA    | Fauji Fertilizer Co        | 13.03 %        | Chimie                    |
| HBL PA    | Habib Bank                 | 2.37 %         | Banque de détail          |
| HUBC PA   | HUB Power                  | 5.59 %         | Électricité               |
| ICI PA    | ICI Pakistan               | 0.77 %         | Chimie                    |
| KAPCO PA  | Kot Addu Power             | 1.28 %         | Électricité               |
| LOTPTA PA | Lotte Pakistan PTA         | 0.73 %         | Chimie                    |
| LUCK PA   | Lucky Cement               | 1.68 %         | Matériaux de construction |
| MCB PA    | MCB Bank                   | 10.46 %        | Banque de détail          |
| MTL PA    | Millat Tractors            | 1.35 %         | Machinerie                |
| NBP PA    | National Bank Of Pakistan  | 3.26 %         | Banque de détail          |
| NCL PA    | Nishat Chunian             | 0.22 %         | Textile                   |
| NESTLE PA | Nestle Pakistan            | 1.47 %         | Agroalimentaire           |
| NML PA    | Nishat Mills               | 1.35 %         | Textile                   |
| NRL PA    | National Refinery          | 1.63 %         | Pétrolier                 |
| OGDC PA   | Oil & Gas Development      | 14.67 %        | Pétrolier                 |
| POL PA    | Pakistan Oilfields         | 6.75 %         | Pétrolier                 |
| PPL PA    | Pakistan Petroleum         | 8.94 %         | Pétrolier                 |
| PSO PA    | Pakistan State Oil         | 3.31 %         | Pétrolier                 |
| PTC PA    | Pakistan Telecommunication | 1.2 %          | Télécommunications        |
| UBL PA    | United Bank                | 3.24 %         | Banque de détail          |
| ULEVER PA | Unilever Pakistan          | 2.82 %         | Agroalimentaire           |